# Barron Hilton Cup

Logo des Barron Hilton Cups

Der Barron Hilton Cup (BHC) (seit 2011 Barron Hilton Challenge) war ein weltweit stattfindender Segelflugwettbewerb. Er wird dezentral ausgeflogen, das heißt, jeder Teilnehmer stellt sich seine Wettbewerbsaufgabe(n) selbst.
Der BHC wurde 1981 von Barron Hilton, der viele Jahrzehnte aktiver Segelflieger war, und dem dreimaligen Segelflug-Weltmeister Helmut Reichmann ins Leben gerufen. Der Wettbewerb findet über einen Zeitraum von jeweils zwei Jahren statt. Offizieller Sponsor des Wettbewerbs ist die European Aeronautic Defence and Space Company (EADS).
Im Mai 2009 gab Barron Hilton bekannt, dass der Wettbewerb nach 28 Jahren vom 15. März 2009 bis zum 14. März 2010 zum letzten Mal ausgetragen wird. Ab 2011 wird der Wettbewerb unter dem Namen Barron Hilton Challenge fortgeführt.

## Wettbewerbsverlauf

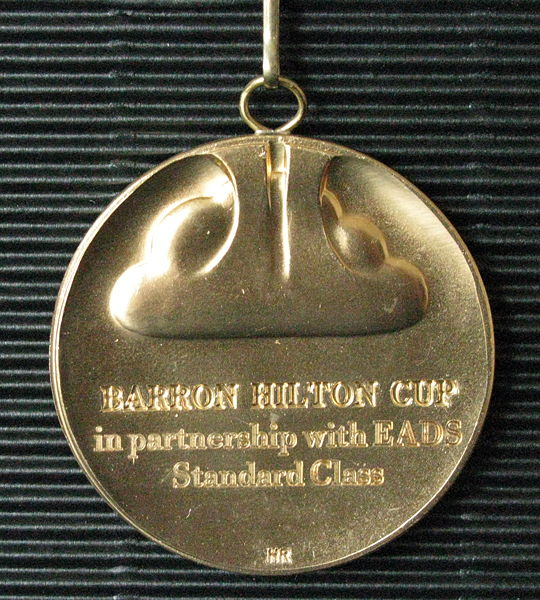
Vorderseite der Siegermedaille

Die Organisation des Wettbewerbes findet über die Website des Online-Contest statt. Dort sind die aktuellen Wertungsergebnisse abrufbar.
Als Wettbewerbsaufgaben werden nur komplett geflogene Dreiecke mit einer Mindestflugstrecke von 400 km in die Wertung aufgenommen. Diese, vom Piloten selbst erstellte, Aufgabe muss vor dem Flug im Logger eingegeben worden sein. Es dürfen nur von der International Gliding Commission (IGC) zugelassene Logger verwendet werden.
Wenn das Dreieck die Bedingungen der FAI nicht erfüllt, werden 12,5 % der erreichten Punkte abgezogen. Diese Bedingungen beschreiben ein in etwa raumgreifendes Dreieck, spitze Dreiecke werden nicht gewertet. Für jeden geflogenen Kilometer der Aufgabe erhält der Pilot einen Punkt. Die Punktzahl wird mit dem Handicap-Faktor des Flugzeuges (dem Flugzeugindex) korrigiert.
Mit Hilfe des Handicap-Faktors wird die Pilotenleistung mit den Flugzeugleistungsdaten ins Verhältnis gesetzt. Dieser Faktor liegt zwischen 50 und 140. Die erreichten Punkte werden entsprechend durch einen Wert zwischen 0,5 und 1,4 dividiert. Ein (sehr) schlechtes Segelflugzeug entspricht dem Wert 50, es verdoppelt also die erzielten Punkte.
Jeder Pilot kann über den Wertungszeitraum von zwei Jahren so viele Flüge anmelden wie er möchte. Nur der jeweils punkthöchste Flug wird gewertet. Ein Pilot darf nur in der Region Flüge melden, in der er seinen permanenten Wohnsitz hat. Die im Logger aufgezeichneten Flugdaten müssen spätestens sieben Tage nach dem der Flug stattgefunden hat an Online-Contest übertragen worden sein.
Bei einem Punktegleichstand innerhalb einer Tageswertung, gewinnt der Pilot mit der früheren Ankunftszeit die Tageswertung. Wenn auch diese Unterscheidung nicht greift, wird eine Münze geworfen.
Für den Fall einer Auseinandersetzung ist die Entscheidung des Wettbewerbdirektors bindend. Der Wettbewerb beginnt am 15. März eines ungeraden Jahres und endet zwei Jahre später am 14. März.

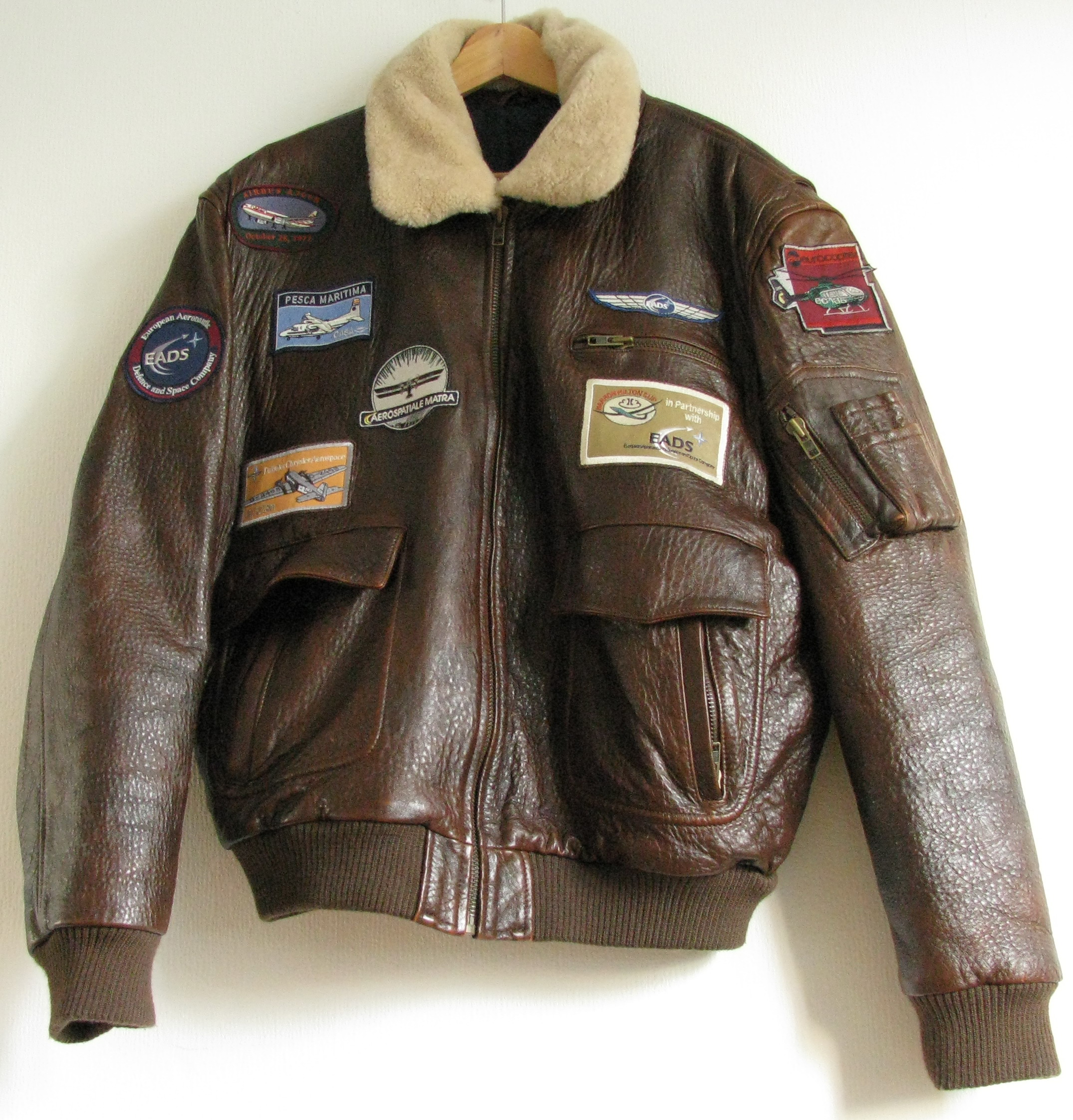
Fliegerjacke, die ein Sieger als Geschenk von der EADS erhält

Die Wertung findet weltweit in fünf Regionen statt:
- Region 1: Europa und Asien
- Region 2: Ost-Amerika und Kanada
- Region 3: West-Amerika, Zentral- und Südamerika
- Region 4: Australien und Afrika
- Region 5: Japan und Neuseeland

In der Region 1 (aus der die meisten Teilnehmer kommen) wird die Wertung in fünf Wettbewerbsklassen gemäß der Wettbewerbsordnung des Deutschen Aero Clubs unterteilt:
- Offene (18 Meter) Klasse
- 15-Meter-Klasse
- Standardklasse
- Clubklasse
- Doppelsitzer

In einer Region/Flugzeugklasse gewinnt, wer über den Wertungszeitraum von zwei Jahren die größte Punktzahl erreicht hat. Weltmeister gewinnen automatisch (unabhängig von der Region und Flugzeugklasse) eine Medaille.

## Der Preis

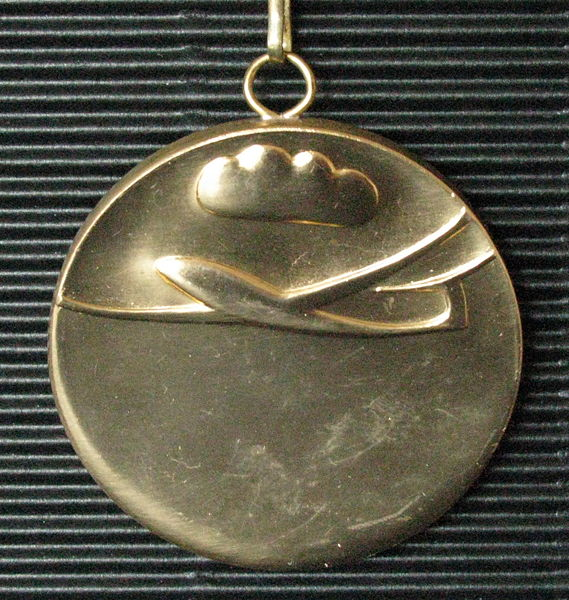
Rückseite der Siegermedaille

Alle Gewinner einer Region/Flugzeugklasse werden mit einer Begleitung ihrer Wahl auf die Flying-M Ranch in Nevada eingeladen. Dort haben sie die Gelegenheit, die besten Segelflieger der Welt kennenzulernen.
Um den freundschaftlichen Umgang miteinander zu fördern, finden keine Wettbewerbe zwischen den Piloten statt.
Aus der Zeit auf der Ranch ergeben sich oft Freundschaften, die ein Leben lang andauern. Dies zu ermöglichen war eines der wesentlichen Anliegen der beiden Gründer des BHC.
Während ein Pilot den BHC prinzipiell mehrfach gewinnen kann, erhält er eine Einladung auf die Ranch nur einmal im Leben. Gewinnt er ein weiteres Mal, wird der Ranglistennächste der Region und Klasse auf die Ranch eingeladen.
Wenn es mehr als drei Gewinner aus demselben Staat in der Region 1 gibt, dann werden nur die drei eingeladen, die den größten relativen Punkteabstand zum jeweils Zweitplatzierten haben. Die anderen Einladungen gehen an die Zweitplatzierten anderer Länder (aus der Region 1), sofern sie nicht schlechter als 80 % der Gewinner ihrer Klassen sind.